# Ainoa
Ainhoa o Ainoa és un nom basc de dona.

## Significat[1]
- La llegenda explica que a un pastor basc se li va aparèixer entre uns arços la imatge de la Mare de Déu, a la localitat d'Aránzazu.
- El Santuari de la Mare de Déu d'Aránzazu situat a Oñati (Guipúscoa) era molt venerat i visitat pels pastors bascos de tots dos costats de la frontera. Aquesta advocació és coneguda com a "Mare de Déu d'Ainhoa" i ha donat origen a aquest nom.
- Actualment Ainhoa, tot i ser un nom de procedència basca, està agafant molta força per la resta d'Espanya, sent actualment un dels 50 noms més populars des de 2008.Aquest nom te Sant el 15 d'agost

## Santoral[2]
- El pelegrinatge anual a Ainhoa se celebra el dilluns de Pentecosta a la capella de La nostra Senyora de l'Espino Blanco Notre Dame d'Aubépine.
- Dilluns de Pentecosta 2014 - 9 de juny de 2014
- Dilluns de Pentecosta 2015-25 de maig de 2015
- Dilluns de Pentecosta 2016-16 de maig de 2016
- Dilluns de Pentecosta 2017-5 de juny de 2017
- Dilluns de Pentecosta 2018 - 21 maig de 2018
- Dilluns de Pentecosta 2019-10 de juny de 2019
- Dilluns de Pentecosta 2020-1 de juny de 2020
- Dilluns de Pentecosta 2021-24 de maig de 2021
- Dilluns de Pentecosta 2022-6 de juny de 2022
- Dilluns de Pentecosta 2023-29 de maig de 2023
- Dilluns de Pentecosta 2024-20 de maig de 2024